# Téléphérique de Toulouse

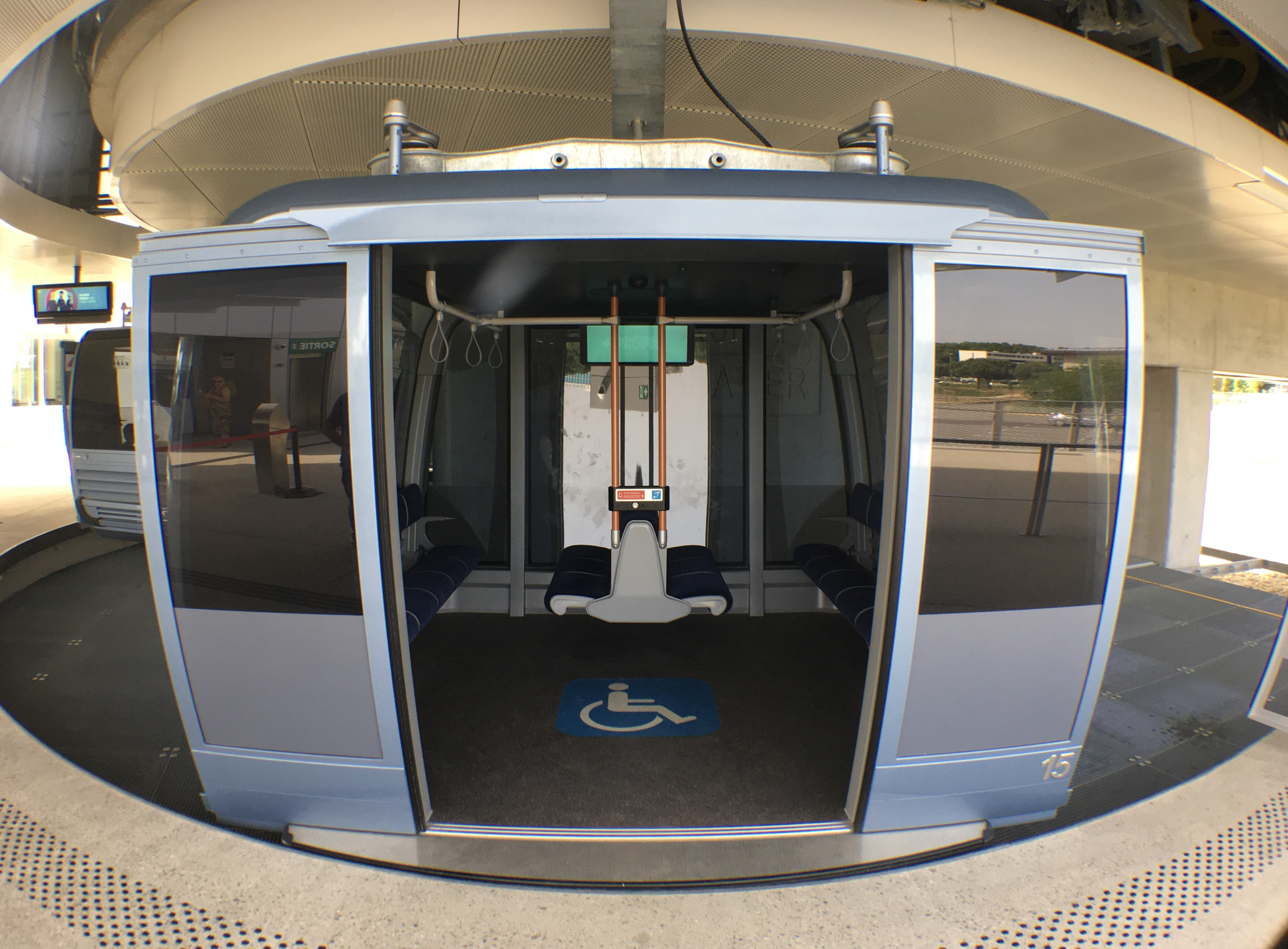
Une cabine de Téléo.

Le téléphérique de Toulouse (anciennement téléphérique urbain sud et Aérotram), de son nom commercial Téléo, est un téléphérique urbain qui relie, dans le sud de Toulouse, l'Oncopole à l'université Paul Sabatier — avec un arrêt à l'hôpital de Rangueil — sur un tracé de 3 km, en franchissant la Garonne et la colline de Pech-David.
Longue de 3 kilomètres pour un temps de trajet de 10 minutes, la ligne Téléo a été ouverte au public le 14 mai 2022.

## Histoire

### Chronologie
- 2006 : premières évocations du concept ;
- 2012 : inscription au PDU du projet ;
- 2015 : réactualisation du projet par la nouvelle équipe municipale[2];
- 2017 : démarrage ;
- 2018 : concertation publique, DUP ;
- du 11 février au 18 mars 2019 : enquête publique ;
- 5 juillet 2019 : début officiel des travaux[3] ;
- 12 novembre 2020 : déroulage des câbles[4] ;
- 14 mai 2022 : mise en service[5].

### Origines du projet
Historiquement, le coteau de Pech David et la Garonne ont été des obstacles aux circulations entre le quart Sud-Est et le quart Sud-Ouest de la métropole toulousaine, rendant le contournement du coteau par les quartiers en contrebas obligatoire. Un téléphérique pour les loisirs est envisagé pour desservir la zone dans les années 1920.  
Le percement d'un tunnel routier sous la colline vers l'échangeur du Palays a été envisagé dès 1965. Présent jusque dans le Schéma de Cohérente Territoriale 2012 de l'agglomération toulousaine, cela n'a jamais été concrétisé en raison de son coût et du non-achèvement du reste des contournements autoroutiers Ouest et Sud,. 
L'installation de l'hôpital de Rangueil sur le site dès 1975, puis de l'hôpital Larrey, rendent importante la question de la desserte des deux sites, difficile due au dénivelé. Dans les années 1990, la desserte du lieu par la ligne B du métro est envisagée sérieusement. Elle est annulée notamment à la suite des surcoûts que l'altitude implique. Une « antenne site propre » entre l'hôpital et le quartier universitaire en contrebas, via la station de métro, est inscrite à l'horizon 2015 dans le plan de déplacements urbain 2001.
Après, l'explosion d'AZF en 2001, la zone est dépolluée pour accueillir le Cancéropôle, qui deviendra plus tard l'Oncopole, accueillant des centres de recherche et un hôpital spécialisé sur la thématique du cancer. En 2006, des réflexions sont engagées pour desservir la zone. Quatre scénarios sont esquissées :
- Une ligne de tramway depuis Arènes, en prolongement de la ligne T1, par l'avenue de Muret ;
- Une ligne de tramway depuis Empalot, passant notamment par le pont Pierre-de-Coubertin et le Stadium de Toulouse, puis par l'avenue de Muret ;
- Une branche de métro VAL depuis la station fantôme Niel, traversant la Garonne au niveau du périphérique ;
- Une liaison téléporté depuis la station Université-Paul-Sabatier, passant par l'hôpital de Rangueil.

Selon les études d'insertion et de trafic, le premier scénario est celui à même d'avoir la fréquentation la plus importante. Aucun choix n'est fait à ce moment-là. La liaison téléporté est étudiée en 2007, puis mise en lien avec le projet de rénovation du campus universitaire environnant. En 2009, la gare de Gallieni-Cancéropôle est ouverte, permettant une desserte à distance du site. Une plateforme de bus en site propre est également construite autour de l'Oncopole. Le prolongement du tramway est orienté vers le centre-ville par la ligne Garonne et non pas vers l'Oncopole.
Vers 2010-2011, dans la phase de conception du PDU 2012, les réflexions se focalisent sur la liaison Oncopole - CHU - Université Paul Sabatier, permettant de résoudre les trois problématiques précédemment évoqués (franchissement du coteau, desserte du CHU, desserte de l'Oncopole). Parmi les options étudiées, on retrouve notamment : 
- un téléphérique de 2 600 m pour un cout de 41 M€ ;
- une ligne de tramway de 3 000 m, comprenant un tunnel foré de 1 200 m et un viaduc de 800 m, pour 250 M€ ;
- un bus en site propre avec un viaduc de 1 200 mètres, pour 120 M€ ;
- deux funiculaires en viaduc de respectivement 1 700 mètres et 900 mètres pour 155 M€.

Pour des raisons financières, d'emprise limitées au sol, de facilité de réalisation par rapport aux autres projets entre autres, la solution téléporté est choisie. Elle est cependant vue comme exotique voire comme « gadget » à l'époque malgré l'existence de lignes de téléphérique urbain dans des villes comme Barcelone, Grenoble, ou New York,.

### Lancement
Le projet de créer un transport en commun transversal en partie sud de l'agglomération toulousaine, sous forme de téléphérique, est lancé par le maire de la ville Pierre Cohen. Le projet est donc inscrit au PDU de 2012, puis il obtient l'appellation commerciale Aérotram. Lors du changement de majorité après les élections municipales de 2014, le coût trop élevé de l'infrastructure (80 millions d'euros au lieu des 44 initialement annoncés) fait craindre l'abandon du projet ; néanmoins, il est maintenu et des études sont même lancées afin d'envisager une prolongation de la ligne prévue,.
Tisséo approuve le 9 décembre 2015 le bilan de la concertation, organisée du 2 au 20 novembre précédents, et ayant pour objet la réalisation du téléphérique. L'attribution du marché, consistant en une conception, réalisation et maintenance de l'équipement, est prévue pour la fin de l'année 2016. Le 30 mars, à l'issue de l'appel d'offres, quatre finalistes sont retenus par la maîtrise d'ouvrage : BMF, Doppelmayr, Leitner et Poma ; l'enveloppe financière est comprise entre 44 et 63 millions d'euros, pour une mise en service début 2020. 
Fin 2016, le Téléphérique Urbain Sud (TUS) a été attribué au groupement Poma constitué des entreprises Poma (constructeur système remontées mécaniques), Bouygues Travaux Publics Régions France (constructeur génie civil), Séquences (architecte), Systra (concepteur), SETI (bureau d'études) et Altiservice (maintenance et exploitation). Une nouvelle concertation est lancée en 2017.
Après une forte opposition des parents d'élèves et élèves, le tracé est modifié et la gare Université Paul Sabatier est déplacée de l'autre côté de la route de Narbonne pour réduire l'impact sur le lycée Bellevue. Cela alourdit le coût du projet de 5 M€ environ. L'enquête publique se déroule en février et mars 2019.

### Travaux et mise en service

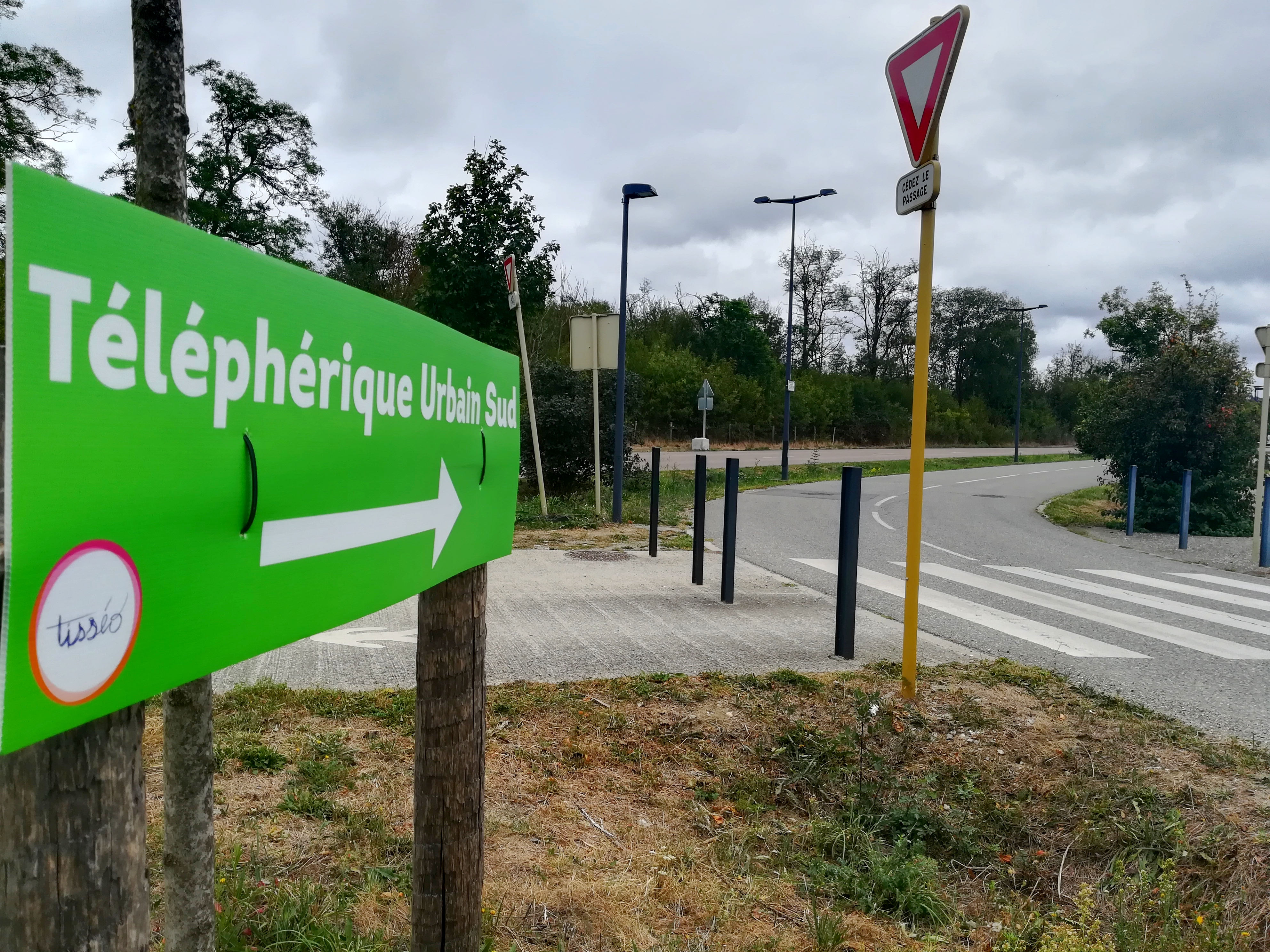
Signalisation des travaux.

Les travaux sont lancés le 5 juillet 2019. À l'époque, le projet est estimé à 82 M€, un coût similaire au projet Aérotram de la municipalité précédente. Ce jour-là, l'appellation commerciale actuelle Téléo est également lancée,. Le projet prend du retard à la suite de la crise sanitaire, durant laquelle les travaux sont interrompus. À partir de juin 2020, les pylônes commencent à être installés. Le déroulage des câbles par hélicoptère, puis par drone, débute en novembre 2020 et s'achève en avril 2021. Les essais des cabines débutent en juillet de la même année. Un autre retard de plusieurs mois pour des raisons techniques et administratives est annoncé. Notamment, l'homologation d'un mode de transport comme le téléphérique 3S en ville est un peu plus longue que prévu.
Finalement, Téléo est ouvert le 14 mai 2022.

## Tracé de la ligne

Plan des lignes structurantes, actuelles et futures, du réseau Tisséo : Métro, Tramway, TER et Téléo (au sud, de couleur rose)

Téléo relie les stations Oncopole - Lise Enjalbert et Université Paul Sabatier, en traversant la Garonne et en passant au-dessus de la colline de Pech-David. Le tracé mesure 3 kilomètres, et survole une zone protégée classée Natura 2000,, qui fait partie de la réserve naturelle régionale Confluence Garonne-Ariège. Une station intermédiaire, Hôpital Rangueil - Louis Larreng, dessert l'hôpital de Rangueil,.
Pour ce tracé, l'option technique retenue est de cinq pylônes d'une hauteur de 30 à 70,5 mètres,.

### Stations et correspondances
|  |   |  | Station                         | Coordonnées                 | Commune  | Correspondances Tisséo | Réseau LiO / TER |  |
|  | - |  | ------------------------------- | --------------------------- | -------- | ---------------------- | ---------------- |  |
|  | ■ |  | Université-Paul-Sabatier        | 43° 33′ 39″ N, 1° 27′ 48″ E | Toulouse | 34445456788182115      | 303350383        |  |
|  | • |  | Hôpital Rangueil - Louis Lareng | 43° 33′ 31″ N, 1° 27′ 14″ E | Toulouse | 115                    |                  |  |
|  | ■ |  | Oncopole - Lise Enjalbert       | 43° 33′ 16″ N, 1° 25′ 52″ E | Toulouse | L5 1325152.            |                  |  |

## Économie
Le montant du projet s'élève à 93 millions d'euros, un surcoût « dans la norme » des chantiers actuels en France selon le président de Tisséo Collectivités. Le contexte Covid a fait grimper, à lui seul, la facture de 6 millions d’euros. 

## Ceinture sud
Téléo s'inscrit comme le maillon central d'un projet plus étendu, la ceinture Sud. Celle-ci vise à relier, à travers trois lignes, le sud-ouest et le sud est de l'agglomération entre Colomiers, Toulouse et Montaudran. Ce projet comprend trois maillons : 
- Sud-Ouest : la ligne 25, dont la fréquence est de 10 minutes en heures de pointe et 30 minutes en heures creuses, entre Colomiers Gare SNCF et Oncopole Courrière en passant par le pôle d'échange de Basso Cambo[31]. Elle dessert 24 000 habitants et 45 000 emplois (mise en service le 30 août 2021[32]).
- Sud : la ligne de téléphérique Téléo.
- Sud-Est : la ligne 78 entre Université Paul Sabatier et Malepère[33], effectuée en semaine avec des bus articulés, utilisant la LMSE ouverte en 2013

## Fonctionnement

### Statistiques
Téléo bénéficie de la même tarification que sur tout le réseau Tisséo et relie Université-Paul-Sabatier et Oncopole - Lise Enjalbert.
Les caractéristiques sont les suivantes :
- distance parcourue de 3 kilomètres, ce qui en fait le téléphérique urbain le plus long de France en 2022[34].
- temps de parcours de 10 minutes. Avant la mise en service de la ligne, le trajet entre l’université Paul-Sabatier et l’Oncopole requiert sensiblement le même temps en voiture hors heures de pointe, en raison de la nécessité d’un détour par le périphérique pour franchir la Garonne en l’absence d’autre pont ou de tunnel à proximité
- vitesse des cabines : jusqu'à 7,5 m/s soit 27 km/h
- fréquence de cabine en heure de pointe : une cabine toutes les 90 secondes
- fréquentation prévisionnelle : 8 000 voyageurs par jour, et 1 500 voyageurs par heure et par sens aux heures de pointe
- service de 5 h 15 du matin à 22 h 0[14],[35]
- infrastructure : cinq pylônes, dont le plus grand s'élève à une hauteur d’environ 70 mètres
- Téléphérique 3S (Seil = câble en allemand) : 2 câbles porteurs, un câble tracteur
- Arrêt complet en station pour faciliter l'accessibilité

La ligne sera interrompue en cas de vents forts d’une vitesse supérieure à 108 km/h. Ces interruptions pour vent fort représenteront deux jours par an en moyenne. En cas de panne ou d'arrêt nécessitant une évacuation, les cabines seront rapatriées en station, toute intervention depuis le sol étant impossible. Une telle opération est réalisable en moins de deux heures,.
Le 31 octobre 2022, Tisséo annonce une modification de la période d'ouverture du service, de 5 h 15 du matin à 22 h 0 dorénavant au lieu de 0 h 30, en lien avec la crise énergétique mondiale[pertinence contestée].

### Fréquentation
La fréquentation est de 1 500 000 par an en 2022.
Un an après son lancement, la fréquentation est de 6 000 usagers par jour.
Deux ans après, plus de 3 millions d'usagers ont utilisé le téléphérique comme transport en commun.

### Cabines

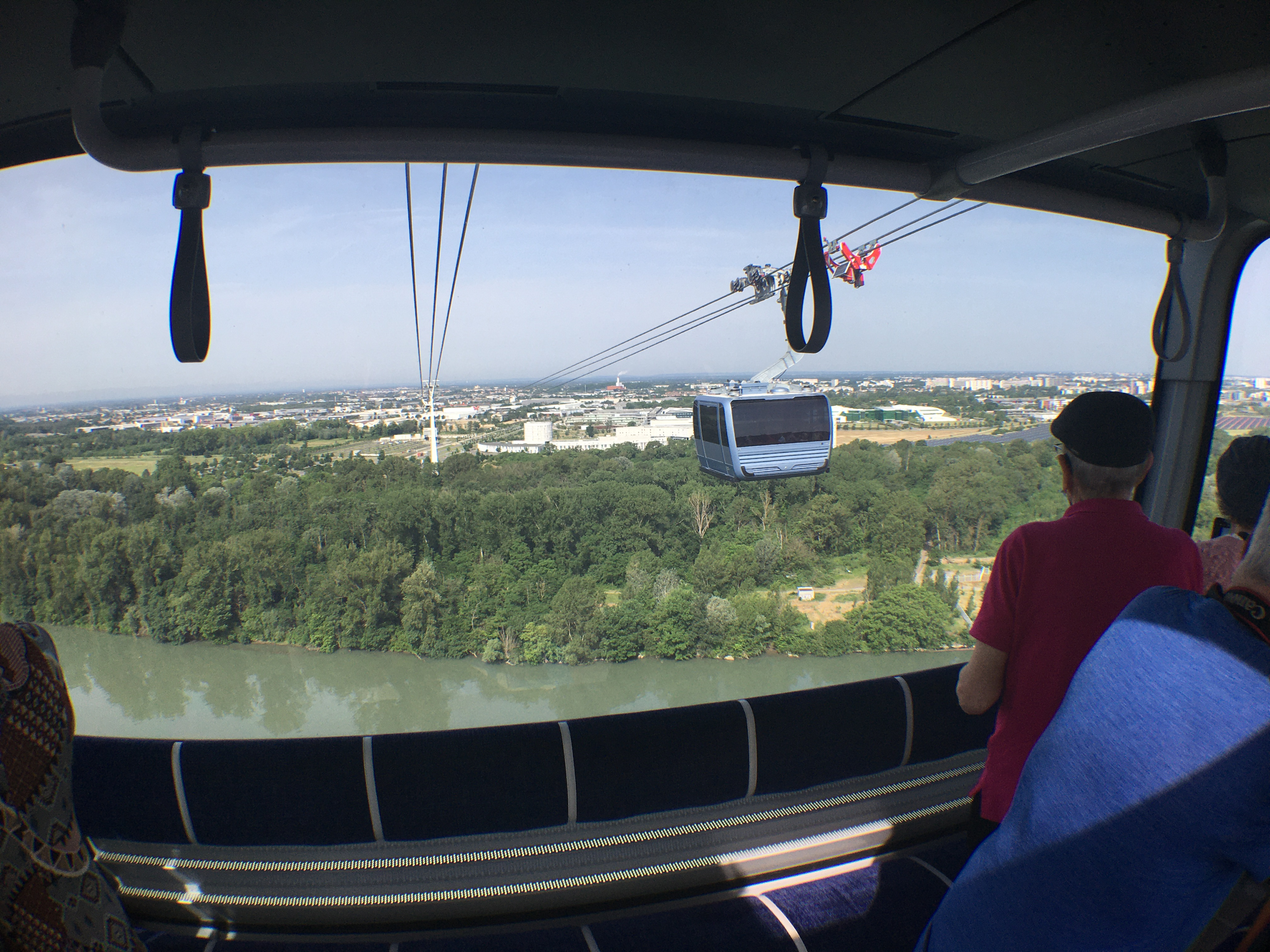
Une cabine Poma 3S Symphony survolant la Garonne, vue depuis une autre cabine.

Téléo est doté de 16 cabines Poma 3S Symphony dont l'esthétique est conçue par l'entreprise Carrozzeria Pininfarina, d'une capacité de 34 voyageurs. L'espace intérieur des cabines est aménagé afin d'accueillir les voyageurs à mobilité réduite, les poussettes et les vélos. Leur intérieur est doté de la même sérigraphie de sellerie que celle des nouveaux bus Iveco Urbanway 12 GNC de Tisséo, inscrit dans une volonté d'uniformisation des sérigraphies du réseau Tisséo. Leur grande surface vitrée offre une vue imprenable sur les paysages toulousains traversés.
Les cabines ont une résistance face au vent de 108 km/h maximum. Leur vitesse est réduite en cas de vents d’une vitesse supérieure à 70 km/h.

## Prolongements éventuels
Deux prolongements éventuels de la ligne sont envisagés, à l'est pour desservir les quartiers en construction de Montaudran et Malepère  et à l'ouest pour rallier l'actuel terminus du métro A, la station Basso Cambo. Dans cette configuration, la ligne nouvelle mesurerait dix kilomètres de longueur.